# Cem Türkmen
Cem Tuna Türkmen (* 29. März 2002 in Köln, Nordrhein-Westfalen) ist ein türkisch-deutscher Fußballspieler. Er steht bei MKE Ankaragücü unter Vertrag.

## Karriere

### Verein
Cem Türkmen begann seine Karriere in Köln-Nippes bei SuS Nippes 12. Im Jahr 2009 nahm seine Mannschaft an einem regionalen Hallenturnier teil. Türkmens Eltern musste dem Jugendspieler die Teilnahme zuerst untersagen, da sie ihn nicht zum Veranstaltungsort hatten bringen können. Auf Initiative seines Jugendtrainers und die Bitte ihres Sohnes erlaubten sie die Teilnahme unter der Betreuung des Trainers. Nach Ende des Turniers traten Scouts der umliegenden Profivereine 1. FC Köln und Bayer 04 Leverkusen an die Mutter heran und bekundeten Interesse an einer Verpflichtung ihres Sohnes. Türkmen lehnte erst einen Wechsel im Hinblick auf das bestehende Mannschaftsgefüge in seinem Verein ab, entschied sich aber schließlich für die Jugendabteilung der Leverkusener. Ab diesem Zeitpunkt durchlief er alle Jahrgangsmannschaften des Vereins. Insbesondere ab seinem zweiten und letzten Jahr in der B-Jugend des Vereins in der Saison 2018/19 etablierte er sich als Stammspieler seines Teams im zentralen Mittelfeld und führte es zeitweise als Mannschaftskapitän an. Dabei steuerte er zwei Tore zum Erfolg des Vereins bei, wobei man in der Liga als Tabellendritter abschloss. Nach seinem altersbedingten Aufstieg in die A-Jugend behielt er seinen Stammplatz, bis die Saison 2019/20 durch die Umstände der weltweiten COVID-19-Pandemie und ihrer individuellen Situation in Deutschland abgebrochen wurde.
Nachdem er im Folgejahr seine letzte Saison als Jugendspieler begonnen hatte, erhielt er nach erneuter Unterbrechung des Wettbewerbs durch ebenjene Pandemie Berücksichtigung im Training der Profimannschaft. So holte ihn der Cheftrainer Peter Bosz für die Europa-League-Partie beim OGC Nizza aufgrund mehrerer Ausfälle im vorgesehenen Kader in das Spieltagsaufgebot, wobei er per Einwechslung zu seinem Debüt im Profifußball kam. Anschließend wurde er als festes Mitglied des Mannschaftskaders aufgenommen.
Nach insgesamt zwei Einsätzen für die Profis von Leverkusen wechselte Türkmen zur Saison 2021/22 nach Frankreich zum Erstligaaufsteiger Clermont Foot, der ihn allerdings direkt an den österreichischen Zweitligisten SC Austria Lustenau verlieh. Bis zum Ende der Leihe kam er zu 26 Einsätzen in der 2. Liga, in denen er ein Tor erzielte. Mit Lustenau stieg er zu Saisonende in die Bundesliga auf. Im Juli 2022 wurde sein Leihvertrag um eine weitere Spielzeit verlängert. In der Bundesliga kam er dann in der Saison 2022/23 zu 29 Einsätzen.
Nach dem Ende der zweijährigen Leihe kehrte Türkmen zur Saison 2023/24 allerdings nicht nach Frankreich zurück, sondern wechselte fest in die Türkei zu MKE Ankaragücü, wo er einen bis 2026 laufenden Vertrag erhielt.

### Nationalmannschaft
Türkmen absolvierte im Februar 2019 ein Spiel für die türkische U17-Nationalmannschaft und kam beim 1:1 gegen die U17 Kroatiens in der ersten Halbzeit zum Einsatz. Er ist aufgrund seiner deutschen Staatsangehörigkeit ebenfalls für die Auswahlmannschaften des DFB spielberechtigt. Im Dezember 2020 äußerte er, falls er eine Entscheidung für einen Verband treffen müsse, eine Laufbahn für den deutschen Verband einzuschlagen.

## Persönliches
Cem Türkmen wurde als Sohn türkischstämmiger Eltern in Köln geboren und absolvierte 2020 sein Fachabitur am Erich Kästner-Gymnasium in Köln-Niehl.